# Bam bam bam
Bam bam bam (styl. BAM BAM BAM) – singel Kumiego oraz Skolima, który został wydany 24 lutego 2023.
Nagranie otrzymało w Polsce status złotej płyty 20 września 2023.

## Twórcy
Opracowane na podstawie materiałów źródłowych.
- Kumi – wokal, tekst
- Skolim – wokal, tekst
- CrackHouse
  - Michał Kacprzak – tekst, kompozycja, produkcja
  - Dawid Łopatowski – tekst, kompozycja, produkcja

## Lista utworów
- Digital download[1]

1. „BAM BAM BAM” – 2:33

## Teledysk
Do utworu powstał teledysk, który udostępniono 24 lutego 2023 za pośrednictwem serwisu YouTube.

## Certyfikaty i sprzedaż
| Kraj          | Certyfikat  | Sprzedaż |
| ------------- | ----------- | -------- |
| Polska (ZPAV) | złota płyta | 25 000+  |